# Hanspeter Horner
Hanspeter Horner (* 10. November 1956 in Zürich; † 2. Mai 2025 in Wien) war ein Schweizer Theaterregisseur und Hochschullehrer.

## Leben
Hanspeter Horner absolvierte nach einer Lehre als Offsetkopist an der Kunstgewerbeschule Zürich von 1978 bis 1980 bei Jacques Lecoq in Paris eine Clown- und Schauspielausbildung. Mit Eric Amton Rohner und Marcel Joller gründet er 1980 das Zwischen-den-Zeilen-Theater in Zürich, mit dem er bis 1986 durch Österreich, Deutschland und die Schweiz tourte.
1987 inszenierte er am Theater Phönix in Linz das Stück Kiebich und Dutz von Friedrich Karl Waechter, das zu den Wiener Festwochen eingeladen wurde. In der Folge führte er unter anderem am Landestheater Vorarlberg, am Theater in der Josefstadt, am Theater am Neumarkt und beim Zürcher Theater Spektakel, am Stadttheater Bruneck und am stadtTheater walfischgasse Regie. Ab 1996 hatte er einen Lehrauftrag an der Kunstuniversität Graz. Beim Steudltenn-Festival wurde im April 2025 sein Stück KI – Ein Märchen uraufgeführt.
Mit dem Schauspieler Justus Neumann erarbeitete er auf Bruny Island in Tasmanien, Australien Produktionen wie Don Quixote (1998), Die Bibel (1999), Gilgamesch (2005) und Das Nibelungen Lied (2010). Für ihre Alzheimer Symphonie wurden Neumann und Horner bei den Tasmanischen Theaterpreisen 2015 ausgezeichnet.
Am Waldviertler Hoftheater, damals noch Festspielhof genannt, inszenierte er ab 1989 unter anderem Shirley Valentine, Nach Aschenfeld (1992), Holzers Peepshow (1995), Fahrenheit 451 (2000) und Im weißen Rössl (2018) sowie Monsieur Ibrahim und die Blumen des Koran.
Horner war mit der Tänzerin und Choreografin Yukie Koji verheiratet, lebte zuletzt in Korneuburg und starb im Mai 2025 im Alter von 68 Jahren an einer Krebserkrankung im Allgemeinen Krankenhaus der Stadt Wien (AKH Wien).

## Publikationen (Auswahl)
- Gilgamesch zum Tod lachen: ein Theaterstück mit Karl Ferdinand Kratzl und Justus Neumann, Ibera, Wien 2005, ISBN 978-3-85052-210-6.